# Fun’ya no Asayasu
Fun’ya no Asayasu (jap. 文屋朝康 Fun’ya no Asayasu; zm. po 901 r.) – japoński urzędnik i poeta, tworzący w okresie Heian, syn Fun’ya no Yasuhidy. W 892 r. został sekretarzem w prowincji Suruga, a w 902 r. otrzymał stanowisko starszego sekretarza w Ōtoneriryō na dworze cesarskim.

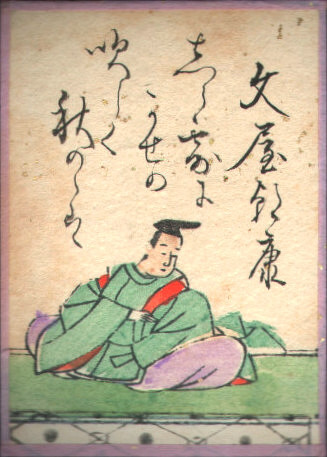
Fun’ya no Asayasu, ilustracja z Ogura Hyakunin-isshu

Jeden z jego utworów zamieszczony został w Kokin-wakashū, cesarskiej antologii poezji powstałej w okresie Heian, znalazł się także wśród stu poetów, których wiersze wybrane zostały do Ogura Hyakunin-isshu.